# کورین می‌یر
کورین می‌یر (انگلیسی: Corinne Maier؛ زادهٔ ۷ دسامبر ۱۹۶۳) رماننویس، اقتصاددان و روان‌کاو متولد سوئیس اهل فرانسه است. او نویسنده کتاب پرفروش سلام تنبلی است که در سال ۲۰۰۴ منتشر شده است. در سال ۲۰۱۶، نام وی در فهرست ۱۰۰ زن بی‌بی‌سی قرار گرفت.